# Giulia Pisani
Pour les articles homonymes, voir Pisani.
Giulia Pisani est une joueuse italienne de volley-ball née le 4 juin 1992 à Pise. Elle mesure 1,84 m et joue au poste de centrale.

## Clubs
| Club                | Pays   | De        | À         |
| ------------------- | ------ | --------- | --------- |
| GS Sangiuliano      | Italie | 2007-2008 | 2007-2008 |
| Casciavola Volley   | Italie | 2008-2009 | 2008-2009 |
| Club Italia         | Italie | 2009-2010 | 2010-2011 |
| Busto Arsizio       | Italie | 2011-2012 | 2012-2013 |
| Pallavolo Ornavasso | Italie | 2013-2014 | …         |

## Palmarès

### Équipe nationale
- Championnat d'Europe des moins de 20 ans
  - Vainqueur : 2010.
- Championnat du monde des moins de 20 ans
  - Vainqueur : 2011.

### Clubs
- Coupe de la CEV
  - Vainqueur : 2012.
- Championnat d'Italie (1)
  - Vainqueur : 2012.
- Coupe d'Italie
  - Vainqueur : 2012.
- Supercoupe d'Italie
  - Vainqueur : 2012.

### Récompenses individuelles
- Championnat d'Europe féminin de volley-ball des moins de 18 ans 2009: Meilleure contreuse.
- Championnat d'Europe féminin de volley-ball des moins de 20 ans 2010: Meilleure contreuse.